# Arsenio Capili
Arsenio Capili (28 oktober 1914 - rond 1945) was een Filipijns modernistische kunstschilder.

## Biografie
Arsenio Capili werd geboren op 28 oktober 1914. Hij studeerde aan de School of Fine Arts van de University of the Philippines.
In zijn werk werd Capili beïnvloed door schilders als Carlos Francisco en Galo Ocampo. Hij was een van de minder bekende leden van de Thirteen Moderns, een voorstaande groep Filipijnse modernistische kunstenaar. Een bekend werk van zijn hand, Tingguian Woman, wordt tentoongesteld in het Jorge B. Vargas Museum.
Capili overleed al op jonge leeftijd rond 1945

## Bron
- Carlos Quirino, Who's who in Philippine history, Tahanan Books, Manilla (1995)